# ハリー・シャム
ハリー・シャム（Harry Schumm）は、アメリカ合衆国の俳優。

## 出演作品
- 國寶
- 名金